# In the Dark (americký seriál)
In the Dark je americký komediálně-dramatický televizní seriál. Jeho autorkou je Corinne Kingsbury. Vysílán je na stanici The CW od 4. dubna 2019.

## Příběh
Mladá a slepá Murphy Mason se stane se jediným svědkem vraždy svého kamaráda, který prodává drogy. Protože policie nevěnuje její výpovědi dostatečnou pozornost, pustí se se svým vodicím psem Pretzelem do pátrání po vrahovi. Tuto činnost ale musí zkoordinovat se svým společenským životem, neboť ráda randí, a prací v Breaking Blind, škole pro vodicí psy, kterou vedou její, až přehnaně starostliví rodiče.

## Obsazení

### Hlavní role
- Perry Mattfeld jako Murphy Mason
- Rich Sommer jako Dean Riley
- Brooke Markham jako Jess Damon
- Casey Deidrick jako Max
- Keston John jako Darnell Parker
- Morgan Krantz jako Felix Bell
- Thamela Mpumlwana jako Tyson Parker
- Derek Webster jako Hank Mason
- Kathleen York jako Joy Mason

### Vedlejší role
- Humberly Gonzales jako Vanessa, Jessina kamarádka
- Calle Walton jako Chloe, Deanova dcera
- Saycon Sengbloh jako Jules Becker, Deanova spolupracovnice
- Lindsey Broad jako Chelsea, Murphyina kamarádka
- Ana Ayora jako detektiv Sarah Barnes
- Matt Murray jako Gene (2. řada)

## Vysílání
| Řada | Díly          | Premiéra v USA  | Premiéra v USA   |
| Řada | Díly          | První díl       | Poslední díl     |
| ---- | ------------- | --------------- | ---------------- |
| 1    | 13            | 4. dubna 2019   | 27. června 2019  |
| 2    | 13            | 16. dubna 2020  | 9. července 2020 |
| 3    | 13            | 23. června 2021 | 6. října 2021    |
| 4    | bude oznámeno | 6. června 2022  | bude oznámeno    |

Seriál objednala televize The CW dne 18. května 2018. Úvodní díl první, třináctidílné řady byl v televizi uveden 4. dubna 2019. Dne 24. dubna 2019 byla stanicí objednána druhá řada. Dne 7. ledna 2020 televize The CW uvedla, že seriál získá třetí řadu. Ta měla mít premiéru 28. května 2020, stanice ji však kvůli přerušenému natáčení ostatních seriálů kvůli pandemii covidu-19 přesunula na 16. dubna 2020. Úvodní díl třetí série měl premiéru 23. června 2021. Již v únoru 2021 byla oznámena čtvrtá řada.